# Mehama
Mehama es un lugar designado por el censo ubicado en el condado de Marion en el estado estadounidense de Oregón. En el año 2000 tenía una población de 283 habitantes y una densidad poblacional de 230 personas por km².

## Geografía
Mehama se encuentra ubicado en las coordenadas 45°47′28″N 122°37′43″O / 45.79111, -122.62861.

## Demografía
Según la Oficina del Censo en 2000 los ingresos medios por hogar en la localidad eran de $38,854 y los ingresos medios por familia eran $54,286. Los hombres tenían unos ingresos medios de $35,192 frente a los $14,712 para las mujeres. La renta per cápita para la localidad era de $17,617. Alrededor del 11.2% de la población estaban por debajo del umbral de pobreza.